# DUKW
De DUKW (uitgesproken als duck, Engels voor eend) is een vervoermiddel van de Amerikaanse troepen dat gebruikt werd als logistiek bevoorradingsvoertuig bij amfibische landingen tijdens de Tweede Wereldoorlog. Het kon zowel aan land als op zee worden gebruikt, doordat het ook (zij het traag) kon varen.
De naam is niet bedoeld als woordgrap, maar komt voort uit de terminologie die in de Tweede Wereldoorlog werd gebruikt om militaire voertuigen aan te duiden, namelijk:
- De D betekent dat het voertuig in 1942 ontworpen is
- de U voor amfibisch hulpvoertuig
- de K dat alle wielen aangedreven worden en
- de W voor twee aangedreven achterassen.

De officiële typeaanduiding in het Amerikaanse leger is: DUKW353, 2,5 ton, 6x6, Amphibious Troop/Cargo carrier.

## Ontwikkeling en afmetingen
In het najaar van 1941 werd het Amerikaanse National Defense Research Committee (NDRC) gevraagd de mogelijkheden te onderzoeken van een amfibievoertuig. Met het oog op toekomstige invasies via het strand zou een dergelijk voertuig grote diensten kunnen bewijzen. Door te pendelen tussen de vrachtschepen op zee en de invasiestranden werd de aanvoer van militair materieel vereenvoudigd. De NDRC verzocht General Motors met een voorstel te komen en na 38 dagen presenteerde dit bedrijf een experimenteel model. Ondanks aanvankelijk verzet van het leger wist de NDRC de militairen toch te overtuigen voor een eerste order van 2.000 exemplaren. De eerste DUKW werd in december 1942 geleverd.
Een andere bron geeft aan dat het leger wel direct geïnteresseerd was in het voertuig. In november 1942 werden vier exemplaren uitvoerig getest bij Provincetown, Massachusetts. De prestaties waren zo goed dat het leger een order voor 3.000 DUKW's plaatste. De ervaring in de praktijk bleek goed en de order werd in juni 1942 verhoogd tot 6.000 eenheden en in november 1942 nogmaals tot 20.000 stuks. In 1943 zijn er 4.500 eenheden geproduceerd en in 1944 zelfs 10.500, met een piek in de maand juni met 1.000 eenheden.
Het voertuig werd ontwikkeld op basis van het onderstel en de componenten van de GMC CCKW-353 2,5 ton vrachtwagen van het Amerikaans leger. Deze standaardvrachtwagen, waarvan alle zes wielen werden aangedreven, werd voorzien van een waterdichte romp en een schroef. In het water werd de DUKW bestuurd door de voorwielen en een roer achter de schroef. Het gewicht van het voertuig was 6,5 ton, exclusief de lading. De maximaal toegestane lading was 2,5 ton, maar in tests bleek dat vijf ton maximaal haalbaar was. De DUKW kon 36 militairen vervoeren of 25 inclusief alle bepakking.
De benzinemotor had zes cilinders en een cilinderinhoud van 4,4 liter. Op de weg was de maximumsnelheid 80 kilometer per uur en in het water 10 kilometer. De DUKW had een lengte van 9,5 meter en was 2,5 meter breed. De hoogte was 2,17 meter, maar inclusief een metalen ring voor het plaatsen van een machinegeweer kwam deze op 2,7 meter. Het voertuig had geen gepantsering. De DUKW was wel voorzien van een pomp om naar binnen gestroomd water te lozen. Het was een van de eerste voertuigen waarbij de bestuurder de bandenspanning vanuit de cabine kon aanpassen. In totaal zijn door General Motors ruim 21.000 exemplaren gebouwd.

## Inzet tijdens operaties

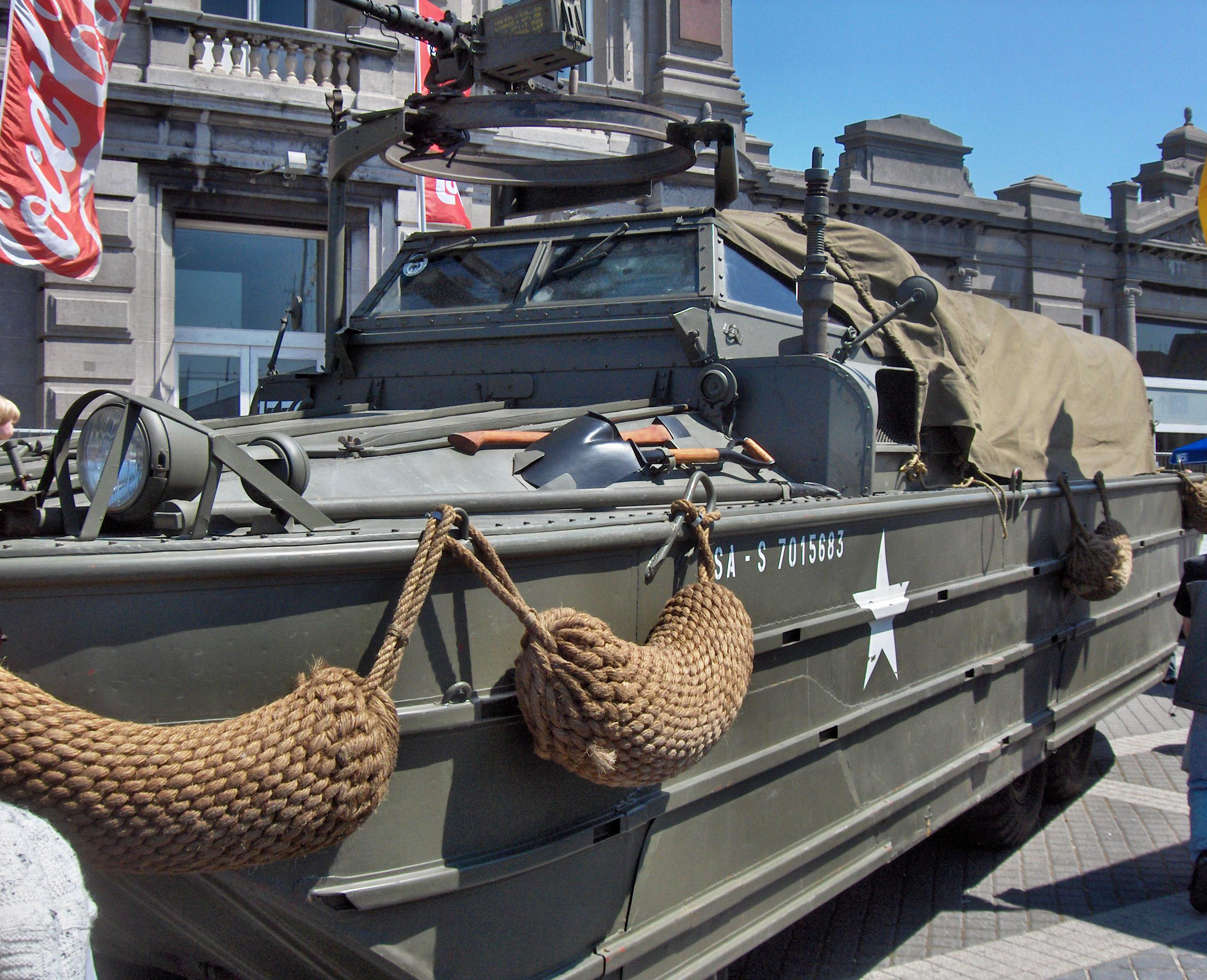
DUKW van het Belgisch leger

De DUKW werd voor het eerst ingezet bij de invasies van Sicilië, operatie Husky, in de zomer van 1943. Op dat moment waren circa 1.000 voertuigen beschikbaar. De DUKW voldeed aan de verwachtingen en werd later ook bij de landing in Normandië, Walcheren en de oversteek van de Rijn ingezet. Bij invasies was de DUKW ook uitgerust met een .50 cal (caliber 12,7 mm) machinegeweer.
Een voorbeeld van de inzet van de DUKW tijdens operaties is die van de 453rd Amphibian Truck Company tijdens de landing in Normandië. Op 28 mei 1944 werd deze eenheid geactiveerd en alle voertuigen op landingsvaartuigen gereden. De voertuigen waren reeds volgeladen met munitie. Op 5 juni vertrokken de schepen vanuit de Engelse haven Weymouth naar Omaha Beach. Op 6 juni openden de landingsvaartuigen de boegdeuren en de DUKW's werden op 15 à 20 kilometer van de Franse kust in het water gelaten. Tijdens deze reis gingen 17 DUKW's verloren en de overgebleven voertuigen konden alleen bij eb het strand op. Bij vloed waren allerlei obstakels, zoals Duitse mijnen maar ook gezonken geallieerde vaar- en voertuigen onzichtbaar en de vaarroute dus onbruikbaar. Op 7 juni in de morgen hadden de 37 overgebleven DUKW's hun lading gelost en met gewonden teruggekeerd naar de schepen voor de kust. Gedurende de volgende drie maanden bleven de DUKW's dag en nacht pendelen tussen de schepen en de kust. De lading, gemiddeld zo'n drie ton, werd in een groot net in de DUKW geladen; hierdoor kon de DUKW ook in één beweging worden gelost. Aanvankelijk werd de lading direct gelost bij de depots in de duinen achter het strand. Later werd de vracht op het strand overgeladen in vrachtwagens voor verder transport naar het binnenland. Op 8 september 1944 staakte deze eenheid haar werkzaamheden in Normandië en werd ze overgeplaatst naar andere gebieden
De DUKW speelde niet alleen een rol voor het vervoer over de stranden, maar ook in de havens. In september 1944 werd de haven van Le Havre door de geallieerden veroverd. Veel haveninstallaties waren vernield en veel schepen konden niet in de haven direct aan de wal hun vracht lossen. Landingsvaartuigen en DUKW's speelden een belangrijke rol, terwijl de haven werd hersteld. In januari 1945 werd al bijna 200.000 ton gelost in Le Havre en in het eerste kwartaal van 1945 kwam 35% van alle vracht aan wal dankzij de inzet van de DUKW.
In de gevechten in de Grote Oceaan tegen de Japanners is het voertuig ook regelmatig ingezet, vooral voor transportdoeleinden. In januari 1944 bij de strijd om de Marshalleilanden werd het voertuig ook voor het offensief ingezet. Om de invasie van Kwajalein van vuursteun te voorzien, werd op het nabij gelegen eiland een artilleriebasis aangelegd. In deze actie werden vier bataljons met in totaal 60 DUKW's ingezet; ze werden geladen op vier landingsvaartuigen en vlak voor de kust tewatergelaten. Per bataljon waren er 15 DUKW's, waarvan 12 geladen met een 105mm-kanon en drie met munitie en een hijswerktuig. Op het strand werd de lading gelost en gaven de kanonnen vuursteun. De DUKW's zijn verder gedurende deze actie gebruikt in de traditionele logistieke rol.
Behalve aan het Amerikaanse leger werden ook 2.000 exemplaren aan het Verenigd Koninkrijk geleverd, 535 aan Australië en bijna 600 eenheden aan de Sovjet-Unie. De DUKW's zijn ook nog ingezet tijdens de Koreaanse Oorlog en onder andere gebruikt bij de bevoorrading van Busan en de amfibische landing bij Incheon.
Na de Tweede Wereldoorlog werd de DUKW ingezet door de Genie van het Belgisch leger. Ook de luchtdoelartillerie in het kamp van Lombardsijde beschikte over een exemplaar dat gebruikt werd voor het ophalen van neergestorte drones op zee. Tijdens de watersnoodramp van 1953 in Zeeland werden deze voertuigen ook ingezet.

## Naoorlogse versies

### BAV 485

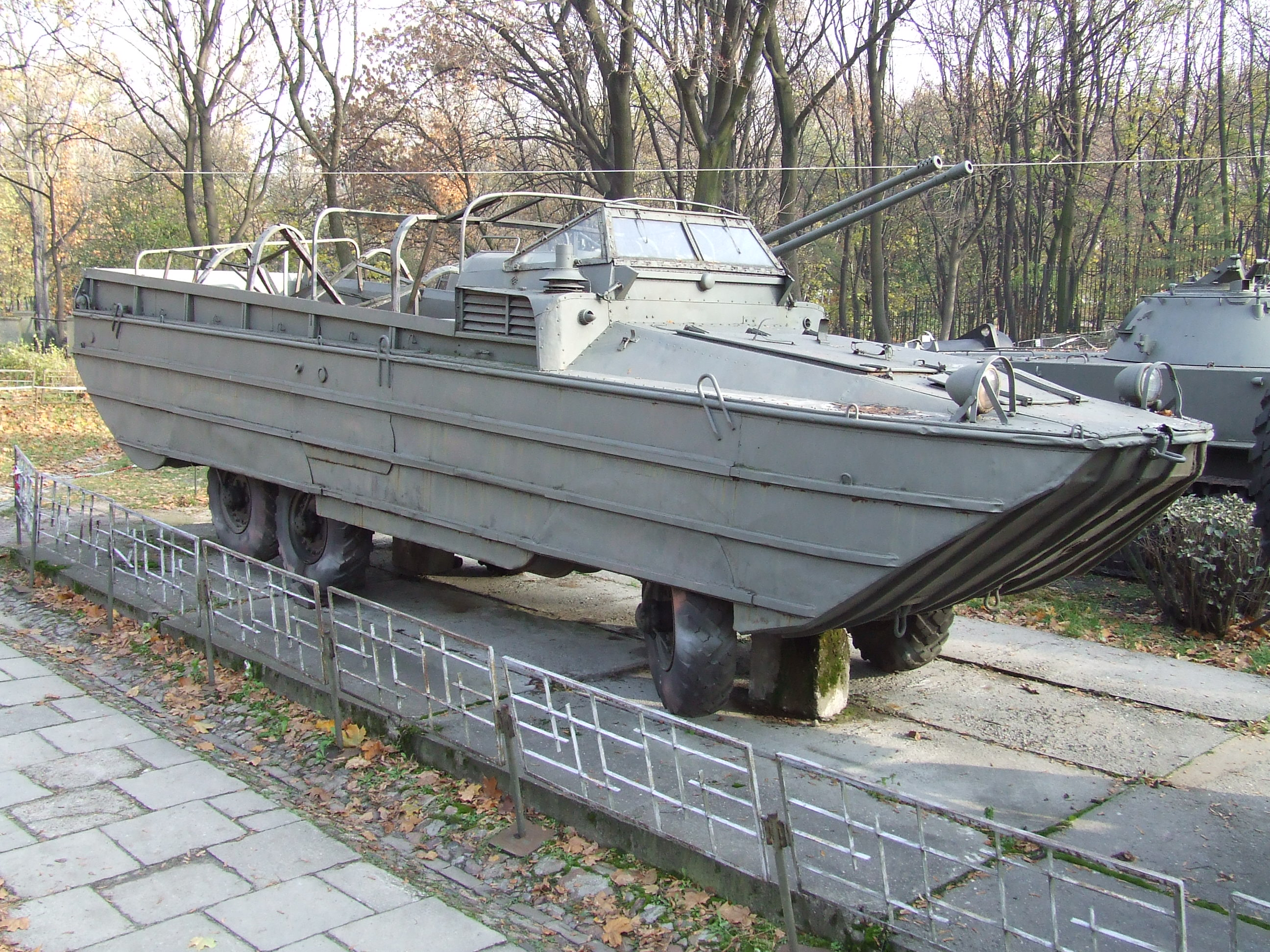
BAV 485, Museum Wojska Polskiego in Warschau

De Verenigde Staten leverden tijdens de Tweede Wereldoorlog ook DUKW's aan de Sovjet-Unie. Na de oorlog maakte dat land een eigen versie, de BAV 485. In 1952 werd deze voor het eerst aan het publiek getoond. Uiterlijk leek het voertuig veel op de DUKW, maar de Russische versie had als belangrijkste verschil een achterklep waardoor voertuigen en ander materieel de BAV 485 ingereden kon worden. Het toegestane laadvermogen was net als bij de DUKW 2,5 ton. Het voertuig was gebouwd op het chassis van de ZIS-151 (6x6) vrachtwagen. De motor was een ZIL-123 6-cilinder watergekoelde benzinemotor met een vermogen van 110 pk bij 2.900 toeren per minuut. Het voertuig is ook door andere landen van het Warschau Pact gebruikt.

### CAMANF
Brazilië heeft in de jaren zeventig een bijna identieke opvolger van de DUKW geproduceerd, de CAMANF van Caminhão Anfibio. De ontwikkeling hiervan begon in 1975 en in 1978 werden de testvoertuigen goedgekeurd voor de productie voor de Braziliaanse marine. Het chassis van de Ford 6x6 F-7000 werd gebruikt. Een nieuwe Detroit dieselmotor met een vermogen van 145 pk gaf het voertuig een groter bereik en de boeg werd versterkt om andere vaartuigen te kunnen duwen. De buitenmaten van de CAMANF zijn vergelijkbaar met die van de oorspronkelijke DUKW.

## Niet-militair gebruik

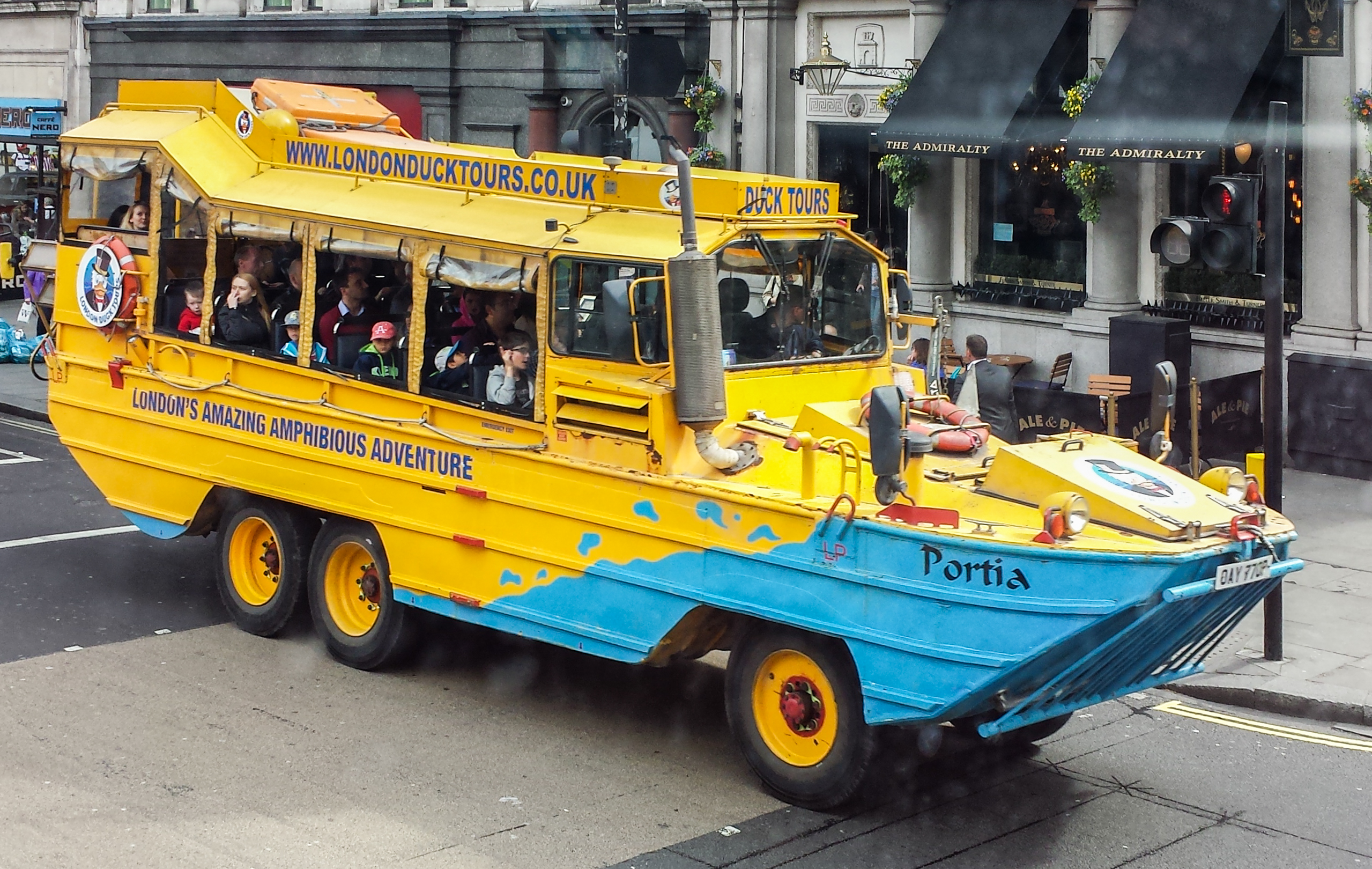
London Duck Tours

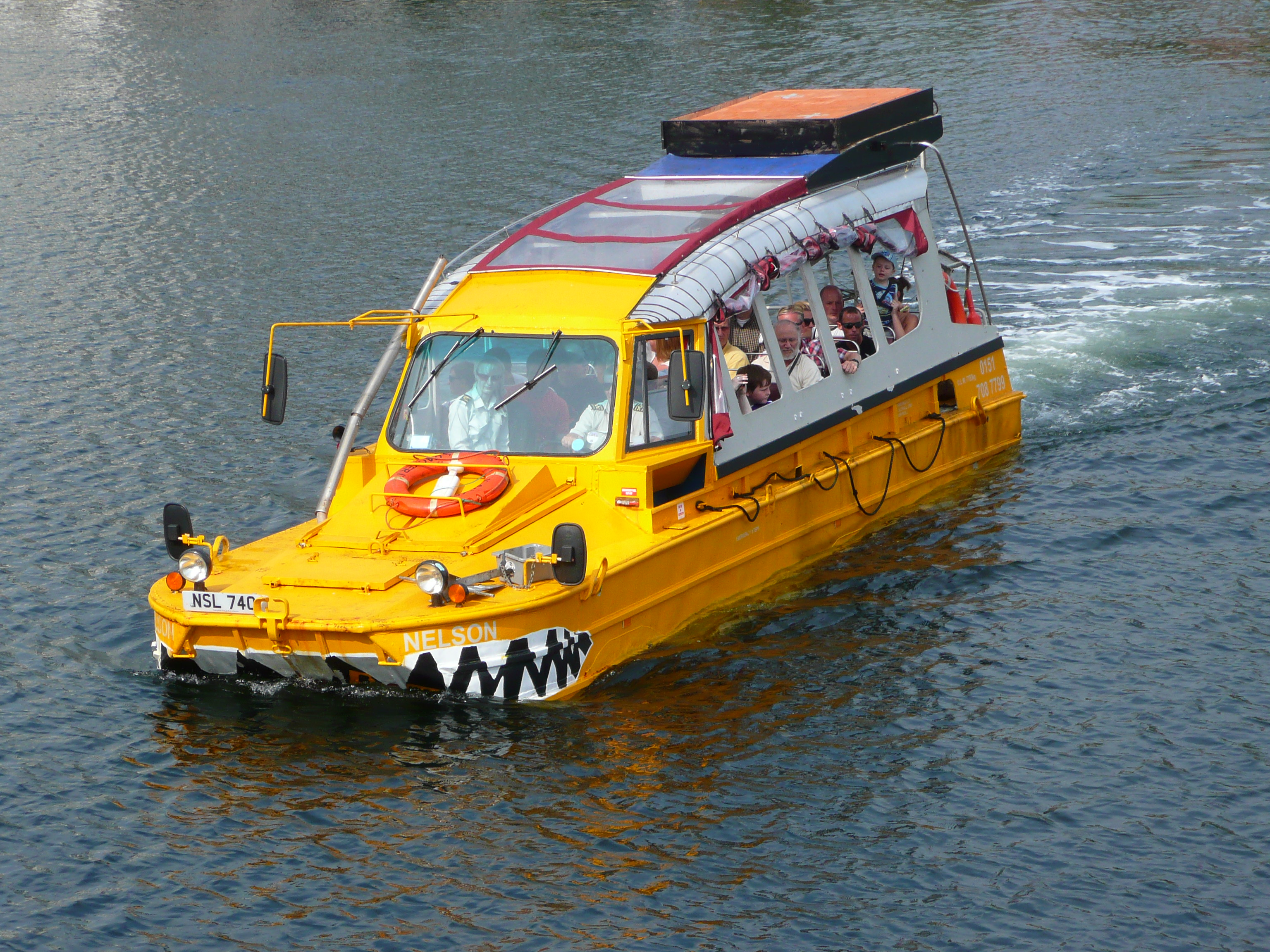
Yellow Duckmarine in Liverpool

Een aantal DUKW's zijn omgebouwd om te kunnen fungeren als amfibische attractie voor toeristen. 

## Technische gegevens
Motor:
- GMC 270, 6-cilinders in lijn, 4 takt, kopklep, vloeistof gekoeld
- Brandstof: benzine
- Vermogen: 102 pk bij 2.750 toeren per minuut
- Cilinderinhoud: 4,4 liter

Afmetingen en gewichten:
- Lengte voertuig: 9,5 meter
- Hoogte voertuig: 2,7 meter
- Breedte voertuig: 2,5 meter
- Lengte vrachtruim: 3,8 meter
- Breedte vrachtruim: 2,1 meter
- Hoogte vrachtruim: 0,7 meter
- Gewicht (leeg): 6,5 ton
- Maximaal toegestaan laadvermogen: 2,5 ton

Prestaties:
- Maximumsnelheid op land: 80 kilometer per uur
- Maximumsnelheid in water: 10 kilometer per uur
- Inhoud brandstoftank: 151 liter
- Bereik op land: 350 kilometer
- Bereik in water: 80 kilometer